# Maria Henriëtte van Oostenrijk

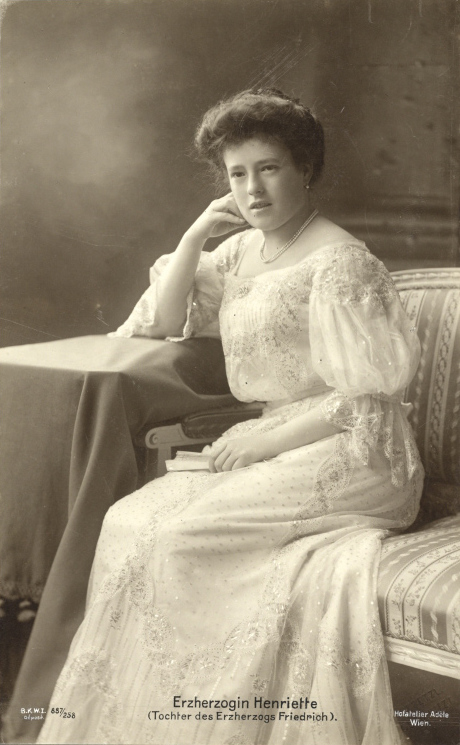
Aartshertogin Maria Henriëtte van Oostenrijk

Maria Henriëtte Carolina Gabriela van Oostenrijk (Grassalkovich-paleis, Presburg, 10 januari 1883 — Mariazell, 2 september 1956) was een aartshertogin van Oostenrijk uit het Huis Habsburg.
Zij was de derde dochter van aartshertog Frederik van Oostenrijk en prinses Isabella van Croÿ. 

Maria Henriëtte trouwde op 3 juni 1908 in de kapel van het Schloss Weilburg te Baden bei Wien met prins Godfried van Hohenlohe-Schillingfürst (1867–1932), majoor-generaal en diplomaat. 

Het paar kreeg drie kinderen:
- Elisabeth (1909-1987)
- Natalie (1911-1989)
- Frederik (1913-1945)